# Аютла (муниципалитет)
Аютла (исп. Ayutla) — муниципалитет в Мексике, в штате Халиско, с административным центром в одноимённом посёлке. Численность населения, по данным переписи 2020 года, составила 12 880 человек.

## Общие сведения
Название Ayutla с языка науатль можно перевести двояко: место у тыквы, или место черепах — указывая на камень на вершине горы, похожий на черепаху.
Площадь муниципалитета равна 883,4 км², что составляет 1,1 % от общей площади штата, а наиболее высоко расположенное поселение Эль-Росарио находится на высоте 2122 метра.
Аютла граничит с другими муниципалитетами штата Халиско: на севере с Куаутлой и Атенго, на востоке с Тенамастланом и Унион-де-Тулой, на юге с Аутлан-де-Наварро, на юго-западе с Вилья-Пурификасьоном, и на западе с Томатланом.

## Учреждение и состав
Муниципалитет был образован 6 мая 1885 года, по данным 2020 года в его состав входит 140 населённых пунктов, самые крупные из которых:
| Код INEGI                  | Населённый пункт                                                                | Численность населения (2005 год) | Численность населения (2010 год) | Численность населения (2020 год) |
| -------------------------- | ------------------------------------------------------------------------------- | -------------------------------- | -------------------------------- | -------------------------------- |
| 017                        | Всего                                                                           | 12221                            | 12664                            | 12880                            |
| 0001                       | Аютла (исп. Ayutla) 20°07′45″ с. ш. 104°20′52″ з. д. (административный центр)   | 7389                             | 7244                             | 7469                             |
| 0251                       | Капилья-де-Райо (исп. Colonia Capilla de Rayo) 20°08′55″ с. ш. 104°20′48″ з. д. | —                                | 323                              | 642                              |
| 0111                       | Тепантла (исп. Tepantla) 20°11′14″ с. ш. 104°19′51″ з. д.                       | 496                              | 507                              | 487                              |
| 0097                       | Сан-Педро (исп. San Pedro) 20°05′49″ с. ш. 104°16′45″ з. д.                     | 479                              | 483                              | 485                              |
| 0104                       | Санто-Доминго (исп. Santo Domingo) 20°08′23″ с. ш. 104°12′46″ з. д.             | 391                              | 424                              | 419                              |
| 0103                       | Санта-Росалия (исп. Santa Rosalía) 20°02′08″ с. ш. 104°27′53″ з. д.             | 283                              | 304                              | 335                              |
| 0020                       | Каса-Бланка (исп. Casa Blanca) 20°06′41″ с. ш. 104°18′08″ з. д.                 | 288                              | 331                              | 299                              |
| —                          | Прочие                                                                          | 2895                             | 3048                             | 2744                             |
| Названия на карте Генштаба |                                                                                 |                                  |                                  |                                  |

## Экономическая деятельность
По статистическим данным 2000 года, работоспособное население занято по секторам экономики в следующих пропорциях:
- сельское хозяйство, животноводство и рыбная ловля — 36,3 %;
- промышленность и строительство — 23,6 %;
- торговля, сферы услуг и туризма — 37,9 %;
- безработные — 2,2 %.

## Инфраструктура
По статистическим данным 2020 года, инфраструктура развита следующим образом:
- электрификация: 99,2 %;
- водоснабжение: 87,2 %;
- водоотведение: 98,2 %.